# Drugpa Künleg
Drugpa Künleg, ook wel Künga Legpa (1455-1529) was een lama van de Mahamudra uit de drugpa kagyü-traditie van het Tibetaans boeddhisme. Als heilige nar van de drakenlinie is hij een personage geworden binnen het literaire genres gekke yogi's in de Tibetaanse volksliteratuur. Zijn verhalen worden vooral in de regio rond Bhutan verteld.

## Literair personage
In de verhalen geeft Drugpa Künleg zijn instructies op onconventionele wijze aan gewone mensen en onthult daarbij vaak zijn eigen begeerten en driften. Hier gaat het net als bij het Tibetaans personage Oom Tompa voor een deel om een seksuele inhoud, echter niet in gelijke omvang. Daarnaast zijn er tamelijk lange sprookjes en korte, vaak grappige verhalen, waarvan af en toe de grap bij de Europese luisteraar niet vanzelf duidelijk wordt.
Zoals ook in andere politieke en sociale vertellingen gebruikelijk is, valt ook in de vertellingen van Drugpa Künleg in meer of mindere mate maatschappelijke kritiek op te merken. In de traditie van de heilige nar pronkte hij met het verval van de religie in de kloosters, maar ook onder het volk. Schijnheiligheid en bijgeloof ontmaskerde hij door provocerend gedrag en ophitsende liederen, die tot op vandaag niets van hun amusant-kritische scherpte hebben verloren.

## Zijn leven
Drugpa Künleg werd geboren in de tak van de adellijke Gya van het Ralung-klooster. Hij stond bekend om zijn gekke methodes voor het bereiken van verlichting bij anderen, voornamelijk vrouwen, die hem de bijnaam De heilige van 5000 vrouwen opleverde. Hij gaf zijn leer in ruil voor chaang-bier en hij zegende in de vorm van de seksuele daad. thangkaschilderingen geven een weergave van posities en sommige van zijn rituelen.